# Gaspar Barata de Mendonça
Dom Gaspar Barata de Mendonça (Sardoal, 3 de agosto de 1627 - Sardoal, 11 de dezembro de 1686) foi um prelado e jurista português, primeiro arcebispo da Bahia e o primeiro a ser intitulado Primaz do Brasil.

## Biografia
Era filho de Pedro Lopes Barata, que ocupou altos cargos na magistratura e de sua mulher Antónia de Moura. Foi realizar seus estudos em Direito na Coimbra, sendo nomeado juiz da comarca de Sardoal. Pouco depois, foi nomeado juiz de fora em Tomar. Como ficou desgostoso com as injustiças cometidas na época, retirou-se da magistratura e decidiu por entrar em um seminário. Depois de ordenado padre, ficou como vigário em São João do Gestaçô, vinculado à Diocese do Porto. Tempos depois, foi deslocado para Santa Engrácia. Por usa excepcional oratória e cultura, acabou sendo designado Desembargador da Relação Eclesiástica de Lisboa, Juiz dos Casamentos e Relator de Direito Canónico. Nesse posto, votou pela nulidade do casamento de Dom Afonso VI de Portugal com Dona Maria Francisca Isabel de Sabóia. Posteriormente, foi nomeado governador do Bispado de Miranda, pelo impedimento do titular, Dom André Furtado de Mendonça.
Em 1676, o Rei Dom Pedro II fez uma petição ao Papa Inocêncio XI, para elevar à dignidade de arquidiocese a então Diocese de São Salvador da Bahia de Todos os Santos. E também pedia ao Pontífice que, ao converter a catedral da Bahia na distinção de metrópole-primaz do Brasil, nomeasse, também, como seu primeiro arcebispo, a Dom Gaspar Barata de Mendonça, “por saber que nele concorriam e se exercitavam todas as virtudes e qualidades que era mister para tamanha dignidade”. Dessa forma, o Santo Padre emitiu duas bulas em 16 de novembro de 1676, a Inter Pastoralis Oficii elevando à arquidiocese de São Salvador e criando suas respectivas sufragâneas e a Divina Disponente Clementia, em que nomeia Gaspar Barata de Mendonça como arcebispo da nova arquidiocese. Teve como seu consagrante Dom Luís da Silva Teles, O.SS.T., bispo de Lamego, auxiliado por Dom Estêvão Brioso de Figueiredo, bispo de Olinda e por Dom Cristóvão de Almeida, O.S.A., bispo-auxiliar de Lisboa.
Tomou posse da nova arquidiocese, por procuração, em 3 de junho de 1677, tendo exercido a prelazia por delegados, sem ter de fato viajado para a sua nova Sé, por conta da frágil saúde. Não por isso, realizou diversas melhorias na cidade, tendo feito eregir algumas paróquias. Por sua ordem, chegaram a Salvador monjas clarissas vindas do Mosteiro de Évora, que vieram a fundar o Convento de Santa Clara do Desterro. Resignou-se do cargo em 1681.
Faleceu na sua vila natal, em 11 de dezembro de 1686. Jaz sepultado no mausoléu junto à capela-mor da Igreja de Santa Maria da Caridade.